# Tommaso da Modena
Tommaso da Modena, também conhecido como Tommaso Baffini (1326 – 1379) foi um pintor italiano da metade do século XIV. 
Tommaso estudou em Veneza e trabalhou principalmente no norte da Itália, bem como na corte do Imperador Carlos IV do Luxemburgo, em Praga. No Castelo de Karlstein, há duas obras atribuídas a ele: um Ecce Homo e uma Madonna. 
Seus trabalhos mais importantes foram realizados em Treviso. Em 1352 foi encomendado a ele um ciclo de afrescos que retratavam 40 eruditos Dominicanos, incluindo Papas, Cardeais, teólogos e filósofos. A obra está em no antigo convento dominicano de San Nicolo, em Treviso. Entre outros, o ciclo retrata o Cardeal Annibale Annibaldi, São Tomás de Aquino, o Cardeal Hugues Aycelin de Billom, o Cardeal Latino Malabranca Orsini, bem como Alberto Magno e o Cardeal Hugo de Saint-Cher (o retrato mais antigo de uma pessoa usando óculos). 